# Яквинта, Эл
Александр Джей Яквинта (англ. Alexander Jay Iaquinta; род. 30 апреля 1987, Уанто) — американский боец смешанного стиля, представитель лёгкой весовой категории. Выступал на профессиональном уровне начиная с 2009 по 2021, известен по участию в турнирах бойцовской организации UFC, финалист 15 сезона бойцовского реалити-шоу The Ultimate Fighter.

## Биография
Эл Яквинта родился 30 апреля 1987 года в статистически обособленной местности Уанто, штат Нью-Йорк, имеет итальянские корни. Учился в местной школе, затем окончил колледж, где также занимался борьбой. Прежде чем стать профессиональным бойцом, некоторое время дрался на любительском уровне, одержал четырнадцать побед, не потерпев при этом ни одного поражения.

### Ring of Combat
Дебютировал в смешанных единоборствах на профессиональном уровне в феврале 2009 года на турнире небольшой американской организации Ring of Combat, выиграв у своего соперника с помощью удушающего приёма «анаконда» в первом же раунде. Следующий поединок против достаточно известного бойца Уилла Мартинеса продлился всё отведённое время, судья снял с Яквинты одно очко за повторявшееся прихватывание сетки, и в итоге была зафиксирована ничья.
В дальнейшем одержал четыре победы подряд, в том числе в сентябре 2011 года завоевал вакантный титул чемпиона Ring of Combat в лёгкой весовой категории, выиграв техническим нокаутом у другого претендента Габриэля Миглиоли. Тем не менее, оставался чемпионом не долго, уже во время первой защиты пояса потерпел поражение от Пэта Одинвуда — вынужден был сдаться в первом раунде, попавшись на рычаг локтя.

### The Ultimate Fighter
В 2012 году Эл Яквинта стал одним из 32 участников пятнадцатого сезона популярного бойцовского реалити-шоу The Ultimate Fighter. В отборочным поединке единогласным решением взял верх над Джоном Таком, после чего под первым номером был выбран в команду Юрайи Фабера.
Его команда проиграла два первых поединка, но он сам был успешен, выиграв свой бой на предварительном этапе — с раздельным решением прошёл Майлза Джури (впоследствии этот бой был признан лучшим боем всего сезона). На стадии четвертьфиналов встретился с коллегой по команде Энди Оглом и победил техническим нокаутом. В полуфинале единогласным решением одолел Винса Пичела.
В решающем финальном поединке встретился с Майклом Кьезой, проиграл ему технической сдачей в результате успешно проведённого удушения д’Арсе.

### Ultimate Fighting Championship
Показав себя с хорошей стороны на шоу TUF, Яквинта подписал долгосрочный контракт с крупнейшей бойцовской организацией мира Ultimate Fighting Championship. В качестве соперника ему предлагали Джо Проктора, но оба бойца получили травмы, и этому бою так и не суждено было состояться. В итоге он вышел в октагон только в августе 2013 года против Райана Кутюра и выиграл у него единогласным судейским решением.
Следующим его соперником должен был стать Энтони Нжокуани, но тот травмировался, и на замену вышел поляк Пётр Холлман, у которого Яквинта так же выиграл единогласным решением.
В 2014 году провёл в UFC четыре боя: выиграл у Кевина Ли, Родригу Дамма и Росса Пирсона, но проиграл Митчу Кларку, потерпев уже третье поражение в карьере.
В 2015 году техническим нокаутом взял верх над Джо Лозоном, затем раздельным решением выиграл у Хорхе Масвидаля — решение получилось спорным, многие независимые эксперты отдали победу в этом бою Масвидалю.
На 2016 год был запланирован бой против Бобби Грина, но тот снялся с турнира, и его заменили Гилбертом Мелендесом. Но вскоре Мелендес был снят с турнира из-за информации о проваленном допинг-тесте. В соперники Яквинте дали бразильца Тиагу Алвиса, но американский боец не стал с ним драться по причине разногласий с организацией по контрактным обязательствам.
Более двух лет Эл Яквинта не выступал в ММА. Наконец, в апреле 2017 года он встретился с Диего Санчесом и нокаутировал его в первом же раунде.
Затем в его спортивной карьере произошёл ещё один длительный перерыв — Яквинта вновь был недоволен своим контрактом и отказался драться с предложенным ему соперником Полом Фельдером. Поединок с Фельдером впоследствии перенесли на апрель 2018 года, но их противостояние так и не состоялось, поскольку Яквинта в конечном счёте принял предложение подраться в чемпионском бою против россиянина Хабиба Нурмагомедова, заменив выбывших по состоянию здоровья Тони Фергюсона и Макса Холлоуэя. Он, тем не менее, не смог уложиться в лимит лёгкого веса, поэтому титул чемпиона в данном поединке для него не стоял на кону. Их противостояние в итоге продлилось все пять раундов, Нурмагомедов был успешнее и выиграл единогласным решением.

## Статистика в профессиональном ММА
| Боёв 22  | Побед 14 | Поражений 7 |
| -------- | -------- | ----------- |
| Нокаутом | 7        | 1           |
| Сдачей   | 1        | 3           |
| Решением | 6        | 3           |
| Ничьи    | 1        | 1           |

| Результат | Рекорд | Соперник           | Способ                              | Турнир                                | Дата            | Раунд | Время | Место                      | Примечание                                          |
| --------- | ------ | ------------------ | ----------------------------------- | ------------------------------------- | --------------- | ----- | ----- | -------------------------- | --------------------------------------------------- |
| Поражение | 14-7-1 | Бобби Грин         | Технический Нокаут                  | UFC 268                               | 6 ноября 2021   | 1     | 02:25 | USA, Madison Square Garden |                                                     |
| Поражение | 14-6-1 | Дэн Хукер          | Единогласное решение                | UFC 243                               | 6 октября 2019  | 3     | 5:00  | Мельбурн, Австралия        |                                                     |
| Поражение | 14-5-1 | Дональд Серроне    | Единогласное решение                | UFC Fight Night: Iaquinta vs. Cowboy  | 4 мая 2019      | 5     | 5:00  | Оттава, Канада             | Бой вечера.                                         |
| Победа    | 14-4-1 | Кевин Ли           | Единогласное решение                | UFC on Fox: Lee vs. Iaquinta 2        | 15 декабря 2018 | 5     | 5:00  | Милуоки, США               | Выступление вечера.                                 |
| Поражение | 13-4-1 | Хабиб Нурмагомедов | Единогласное решение                | UFC 223                               | 7 апреля 2018   | 5     | 5:00  | Бруклин, США               | Бой за титул чемпиона UFC в лёгком весе.            |
| Победа    | 13-3-1 | Диего Санчес       | KO (удары руками)                   | UFC Fight Night: Swanson vs. Lobov    | 22 апреля 2017  | 1     | 1:38  | Нашвилл, США               |                                                     |
| Победа    | 12-3-1 | Хорхе Масвидаль    | Раздельное решение                  | UFC Fight Night: Mendes vs. Lamas     | 4 апреля 2015   | 3     | 5:00  | Фэрфакс, США               |                                                     |
| Победа    | 11-3-1 | Джо Лозон          | TKO (удары руками)                  | UFC 183                               | 31 января 2015  | 2     | 3:34  | Лас-Вегас, США             |                                                     |
| Победа    | 10-3-1 | Росс Пирсон        | TKO (удары руками)                  | UFC Fight Night: Rockhold vs. Bisping | 8 ноября 2014   | 2     | 1:39  | Сидней, Австралия          |                                                     |
| Победа    | 9-3-1  | Родригу Дамм       | TKO (удары руками)                  | UFC Fight Night: Jacare vs. Mousasi   | 5 сентября 2014 | 3     | 2:26  | Машантакет, США            |                                                     |
| Поражение | 8-3-1  | Митч Кларк         | Техническая сдача (удушение д’Арсе) | UFC 173                               | 24 мая 2014     | 2     | 0:57  | Лас-Вегас, США             |                                                     |
| Победа    | 8-2-1  | Кевин Ли           | Единогласное решение                | UFC 169: Barao vs. Faber II           | 8 февраля 2014  | 3     | 5:00  | Ньюарк, США                |                                                     |
| Победа    | 7-2-1  | Пётр Холлман       | Единогласное решение                | UFC Fight Night: Machida vs. Munoz    | 26 октября 2013 | 3     | 5:00  | Манчестер, Англия          |                                                     |
| Победа    | 6-2-1  | Райан Кутюр        | Единогласное решение                | UFC 164                               | 31 августа 2013 | 3     | 5:00  | Милуоки, США               |                                                     |
| Поражение | 5-2-1  | Майкл Кьеза        | Техническая сдача (удушение сзади)  | The Ultimate Fighter: Live Finale     | 1 июня 2012     | 1     | 2:47  | Лас-Вегас, США             | Финал The Ultimate Fighter 15.                      |
| Поражение | 5-1-1  | Пэт Одинвуд        | Сдача (рычаг локтя)                 | Ring of Combat 38                     | 18 ноября 2011  | 1     | 2:06  | Атлантик-Сити, США         | Лишился титула чемпиона ROC в лёгком весе.          |
| Победа    | 5-0-1  | Габриэль Миглиоли  | TKO (удары руками)                  | Ring of Combat 37                     | 9 сентября 2011 | 1     | 0:26  | Атлантик-Сити, США         | Выиграл вакантный титул чемпиона ROC в лёгком весе. |
| Победа    | 4-0-1  | Габриэль Миглиоли  | Раздельное решение                  | Ring of Combat 36                     | 17 июня 2011    | 3     | 4:00  | Атлантик-Сити, США         |                                                     |
| Победа    | 3-0-1  | Джошуа Кей         | TKO (удары руками)                  | Ring of Combat 27                     | 20 ноября 2009  | 1     | 1:47  | Атлантик-Сити, США         | Бой в промежуточном весе 73 кг; Кей не сделал вес.  |
| Победа    | 2-0-1  | Тим Сильвестер     | KO (удар рукой)                     | Ring of Combat 25                     | 12 июня 2009    | 1     | 0:15  | Атлантик-Сити, США         |                                                     |
| Ничья     | 1-0-1  | Уилл Мартинес      | Ничья (единогласным решением)       | Ring of Combat 24                     | 17 апреля 2009  | 3     | 4:00  | Атлантик-Сити, США         | Яквинта лишён одного очка за хватание за сетку.     |
| Победа    | 1-0    | Мервин Родригес    | Сдача (анаконда)                    | Ring of Combat 23                     | 20 февраля 2009 | 1     | 1:15  | Атлантик-Сити, США         |                                                     |